# Eremazinae
Eremazinae zijn een onderfamilie van kevers uit de familie van de bladsprietkevers (Scarabaeidae).